# Camera de comerț și industrie București
Camera de Comerț și Industrie București este cea mai importantă și cea mai veche instituție care reprezintă mediul de afaceri din București. Conform legii de funcționare (Legea nr. 335/2007), aceasta desfășoară o serie de activitați de promovare a intereselor firmelor în relația cu instituțiile statului, promovare a domeniilor economice pe piața internă și internațională, clasificarea firmelor pe domenii prin realizarea Top-urilor, pe domeniile economice, la nivelul Municipiului București și a Sectoarelor Capitalei.

## Istoric

### 1864-Prima lege a Camerelor de Comerț
- A fost înființată de domnitorul Alexandru Ioan Cuza, prin Legea pentru înființarea camerelor de comerț și industrie, promulgată la 30 septembrie 1864.[3]
- Miron S. Vlasto a fost ales primul președinte, în perioada 1868-1871. În această perioadă Camera inițiază procedura de întabulare a firmelor, solicitand Ministerului Justiției sa facă demersurile necesare, ceea ce cuprinde germenii Oficiului Registrului Comerțului de mai târziu, intervine la Ministerul Finanțelor pentru crearea de birouri vamale, pledeaza pentru reglementarea repausului duminical.
- Constantin D. Athanasiu a fost președinte în perioada 1871-1881. În această perioadă Camera a propus prima lege a mărcilor de fabrică și a propus crearea unei legături feroviare între București și Marea Neagră. A participat la alcătuirea primului tarif de taxe vamale.

### 1886-A doua lege a Camerelor de Comerț
- Ștefan Ioanid a fost președinte în perioada 1881-1887. În această perioadă Camera a propus Legea pentru încurajarea industriei naționale, o noua lege a Camerelor de Comerț, prin care se stabilesc circumscripțiile camerelor de comerț și industrie, sprijină înființarea primei burse din România.
- Ioan V. Socec a fost președinte în perioada 1887-1890. În această perioadă Camera propune înființarea instituției creditului industrial, ca formă de încurajare a dezvoltării industriei naționale. A susținut instituirea avantajului de 5% din preț pentru produsele romanești în licitații contra produselor străine.
- Ion Marghiloman a fost președinte în perioada 1890-1892, perioadă în care Camera întocmește un studiu detaliat privind tariful general al mărfurilor și  propune o înghețare a taxelor vamale timp de zece ani.
- Jean P. Bălănoiu a fost președinte în perioada 1892-1896. În această perioadă Camera sprijină, prin donații, înființarea primei școli inferioare de comerț și înființeaza primul birou de informații comerciale.
- Grigore Capșa a fost președinte în perioada 3 februarie 1896-25 iunie 1896. Meritul principal al acestuia este, pe piața dulciurilor, trecerea de la dulciurile de inspirație orientală la cele de tip occidental.
- Dumitru Marinescu-Bragadiru a fost președinte în prioada 25 iunie 1896-noiembrie 1896. Meritul principal al acestuia este pe piața bauturilor spirtoase. Construiește o mare fabrică de bere devenind cel mai important producător de bere din București.
- George Assan a fost președinte în perioada 1896-1909. În această perioadă Camera ia atitudine împotriva concurenței neloiale, se pronunță împotriva unui regim protecționist sever al pieții interne, se opune stabilirii unor prețuri maximale, propune o lege pentru dobânda maximă legală, propune reglementarea funcționării bâlciurilor și târgurilor săptămânale. Camera construiește propria școală comercială(în 1906), pe care o donează ulterior statului,începe construcția Palatului Camerei de Comerț și Industrie din București. George Assan a deținut primul automobil înregistrat în România.
- Dumitru Hagi Theodoraky a fost președinte în perioada 1909-1917 și 1922-1923. În această perioadă Camera a propus înființarea instituțiilor de învațământ superior economic și comercial la București și Iași, inaugurează (în 1911) Palatul Camerei de Comerț și Industrie București, care este și sediul Bursei de efecte și mărfuri.
- Dumitru D. Bragadiru a fost președinte în perioada 1917-1918.
- Nicu Zane a fost președinte în perioada 1918-1922. În această perioadă Camera participă la depășirea efectelor războiului în economie, combaterea speculei, participă la elaborarea reformei fiscale, reforma impozitelor directe.

### 1925- A treia lege a Camerelor de Comerț
- Ștefan Cerchez a fost președinte în perioada 1923-1929. În această perioadă Camera a participat la organizarea Oborului Capitalei, organizează școli de comerț de băieți și fete, organizează 3 școli practice industriale, înființeaza propriul laborator de analize chimice și încercări industriale, înființează Policlinica pentru funcționari comerciali,  susține introducerea cecului poștal ca mod de plată. Are loc inaugurarea Palatului Academiei de Înalte Studii Comerciale și Industriale(în 1926), la construcția căruia a contribuit substanțial Camera de Comerț și Industrie București. Este promulgată o nouă lege a camerelor de comerț și industrie.
- Theodor V.Orghidan a fost președinte în perioada 1929-1933. În această perioadă Camera propune proiectul legii camerelor arbitrale, precursoarele curților de arbitraj.

### 1934- A patra lege a Camerelor de Comerț si Industrie
- Christu D.Staicovici a fost președinte în perioada 1933-1935 și 1935-1936. În această perioadă apar mai multe legi care corelează numărul camerelor de comerț cu noile regiuni. Ia naștere la București Oficiul Camerelor de comerț din țările Micii Întelegeri (Cehoslovacia, Iugoslavia și România) și din țările Întelegerii Balcanice (Grecia, Turcia, Iugoslavia și România)
- Constantin C.Orghidan a fost președinte interimar o parte a anului 1935.
- Christian Pennescu-Kertsch a fost președinte în perioada 1936-1941. În 1938 camerele de comerț trec în subordinea Ministerului Economiei Naționale.

Camera de Comerț București face propuneri la proiectele decretelor-lege asupra mărcilor, asupra autorizațiilor de a face comerț, protestează împotriva abuzurilor de control fiscal și împotriva abuzurilor asupra comercianților.
- Ștefan Teodorescu a fost președinte în perioada 1941-1949. În această perioadă Camera de Comerț și Industrie București insistă împotriva limitarii discreționare a prețurilor furniturilor publice, cumpără terenuri și construcții în vederea organizării de noi școli de comerț.

### 1949- A cincea lege a Camerelor de Comerț și Industrie
- Gheorghe Savin a fost președinte în perioada 1949-1953. În această perioadă a aparut Decretul Prezidiului Marii Adunări Naționale prin care se desființeaza toate camerele de comert și industrie din România cu excepția celei din București,patrimoniile trecând toate la stat. Printr-un alt decret se înființeaza Camera de Comerț Exterior a Republicii Populare Române, prin reorganizarea Camerei București. Se înființeaza Comisia de Arbitraj și Registrul intrprinderilor industriale, comerciale, meseriașilor și cărăușilor.
- Mihai Ciobanu a fost președinte în perioada 1953-1957. În această perioadă a crescut prezentarea ofertei romanești pe piața internațională.
- Mihail Hașeganu a fost președinte în perioada 1957-1965. În această perioadă a fost publicat primul raport asupra situației conjucturale din economia mondială (1961), elaborat de specialiștii camerei. Se desfașoară prima ediție a Expoziției Realizărilor Economiei Naționale (1964).
- Victor Ionescu a fost președinte în perioada 1965-1971. În această perioadă a apărut Hotarârea Consiliului de Miniștri prin care se înființa Târgul Internațional București (1968) și s-a organizat prima ediție a acestuia (1970), Camera de Comerț și Industrie având un rol însemnat în organizarea târgului.

### 1973- A șasea lege a Camerelor de Comerț și Industrie
- Roman Moldovan a fost președinte în perioada 1971-1977. În această perioadă a apărut Decretul Consiliului de Stat privind organizarea Camerei de Comerț și Industrie a Republicii Socialiste România(1973). Președintele Camerei avea rang de ministru adjunct. Au fost multe activitați de promovare a exporturilor.
- Ion Constantinescu a fost președinte în perioada 1977-1983. În această perioadă s-au promovat mult exporturile romanești pe piața internațională și a crescut simțitor volumul acestora.
- Nicolae Andrei a fost președinte în perioada 1983-1986. A promovat mult relațiile economice cu SUA și Canada prin înființarea Consiliului economic româno-american, respectiv Consiliul economic româno-canadian ca forme de comisii mixte guvernamentale.
- Mihail Micu a fost președinte în perioada 1986-1990. A făcut eforturi să asigure funcționalitate Camerei în condițiile impuse de sfera politică. În anul 1987 Oficiul de Control al Mărfurilor a fost transformat în "Romcontrol".

### 1990- A șaptea lege a Camerelor de Comerț și Industrie
- Aurel Ghibuțiu a fost președinte în perioada 1990-1996. În această perioadă a apărut Decretul-Lege privind Camerele de Comerț și Industrie din România care legiferează reinființarea Camerei de Comerț și Industrie a României și a  camerelor de comerț și industrie teritoriale (județene). Activitățile din București au fost cuprinse împreună cu cele naționale în Camera de Comerț și Industrie a României și Municipiului București. S-au înființat societatea comercială Romexpo, Școala Română de Afaceri, Centrul de afaceri "Marea Neagră" de la Mangalia, Registrul Comertului, Tipografia Edimpress. Au inceput lucrările la noul sediu al Camerei (1994).
- George Cojocaru a fost președinte în perioada 1996-2005. În această perioadă s-a inaugurat noul sediu al Camerei (1998), s-au înființat Alianța pentru Dezvoltarea Economică a României, Fundația J.M.Juran - pentru premiul național în Managementul calității. Activitatea de promovare a produselor romanești la export prin Romexpo a crescut considerabil, s-au făcut eforturi pentru aderarea României la Uniunea Europeană.
- Nicolae Vasile a condus Departamentul Camera București din Camera de Comerț și Industrie a României și Municipiului București în perioada 2003-2005. În această perioadă s-au deschis în București 5 centre de asistență pentru intreprinzători, s-au promovat intens Programul Auto, sursele regenerabile de energie și transferul tehnologic al rezultatelor cercetării și inovării în economie. A susținut reînființarea Camerei de Comerț și Industrie București ca instituție separată.
- Ștefan D. Popa a fost președintele nou înființatei Camere de Comerț și Industrie București (2005) în perioada 2005-2008. În această perioadă s-au demarat acțiunile de retrocedare a proprietăților naționalizate abuziv în 1949, s-au efectuat cursuri pentru accesarea de fonduri naționale și internaționale, s-a înființat Centrul de Transfer Tehnologic.

### 2007-A opta lege a Camerelor de Comerț și Industrie
- Ion Pârgaru a fost președinte în 2008. A făcut eforturi de aliniere a Camerei la noua Lege a Camerelor de Comerț și Industrie din 2007.
- Sorin Dimitriu este președinte din 2008. În această perioadă s-au finalizat acțiunile de recuperare a proprietăților abuziv naționalizate în 1949. Camera s-a adaptat la finanțarea pe proiecte. S-a înființat Secțiunea Turism.